# Portland (Tennessee)
Portland is een plaats (city) in de Amerikaanse staat Tennessee, en valt bestuurlijk gezien onder Sumner County.

## Demografie
Bij de volkstelling in 2000 werd het aantal inwoners vastgesteld op 8458.
In 2006 is het aantal inwoners door het United States Census Bureau geschat op 10.721, een stijging van 2263 (26,8%).

## Geografie
Volgens het United States Census Bureau beslaat de plaats een oppervlakte van
29,6 km², geheel bestaande uit land. Portland ligt op ongeveer 250 m boven zeeniveau.

## Plaatsen in de nabije omgeving
De onderstaande figuur toont nabijgelegen plaatsen in een straal van 20 km rond Portland.